# Kate Ryan
Kate Ryan, pseudonimo di Katrien Verbeeck (Tessenderlo, 22 luglio 1980), è una cantante belga.

## Biografia
Nata da una famiglia di musicisti, impara rapidamente il pianoforte e la chitarra vincendo numerosi premi musicali fin da bambina. Inizia a esibirsi, chitarra alla mano, in bar, caffè e discoteche, finché all'età di 16 anni fu scoperta da un talent scout che le propose di registrare in studio.
Divenne in seguito membro del gruppo pop Melt.
Nel 2001 fu pubblicato il suo disco Scream for more, acquisendo un certo successo in Europa nella classifica dance con la canzone Désenchantée, una reinterpretazione di Mylène Farmer.
In seguito si contano numerosi successi in Francia, Belgio, Paesi Bassi, Germania, Scandinavia, Polonia e Italia con Libertine, Mon cœur résiste encore e Only if I.
È stata accusata di plagio dalla connazionale Lara Fabian per il singolo Through The Eyes simile al suo Givin'up si you. La disputa risulta essere ancora in corso.
Il 18 maggio 2006 ha rappresentato il Belgio alle semifinali dell'Eurovision Song Contest 2006 ad Atene, non riuscendo però a raggiungere la finale con il titolo Je t'adore.
Nel 2007 ha avuto successo col singolo Voyage Voyage, cover di Desireless del 1986. Nel 2008 ha pubblicato due singoli: L.I.L.Y. (Like I Love You) e Ella, elle l'a, la seconda è una cover di France Gall. Il brano We All Belong, scelto come inno degli EuroGames 2007, così come Voyage Voyage, è stato inserito nell'album Free, pubblicato verso la metà dello stesso anno.
Nel 2009 è stato pubblicato il concept album French Conncetion, raccolta di brani in lingua francese.
Nel giugno 2012 è la volta di Electroshock, contenente i singoli Lovelife e Broken.
Tra maggio e agosto 2013 ha pubblicato due singoli inediti: Light in the Dark e Heart Flow.

## Discografia
- Desenchantee (2002)

Album studio
- 2002 - Different
- 2004 - Stronger
- 2006 - Alive
- 2008 - Free
- 2012 - Electroshock

## Premi e Nomination
| Anno | Award Show                    | Award                                           | Titolo        | Risultato     |
| ---- | ----------------------------- | ----------------------------------------------- | ------------- | ------------- |
| 2002 | RADIO DONNA AWARDS            | Best single of the year                         | Desenchantee  | VINTO         |
| 2002 | TMF AWARDS 2002               | Best Female Singer                              |               | VINTO         |
| 2002 | TMF AWARDS                    | Best Video                                      | Desenchantee  | VINTO         |
| 2002 | RADIO 2 ZOMERHIT              | De Doorbraak                                    |               | VINTO         |
| 2003 | VIVA COMET AWARDS             | Best Dance Act                                  |               | Nominata      |
| 2003 | TMF AWARDS                    | Best Female Singer                              |               | Nominata      |
| 2003 | STEVE MUSIC AWARDS            | Best Dance                                      |               | VINTO         |
| 2004 | NOKIA TMF AWARDS              | Best Female Singer                              |               | Nominata      |
| 2004 | NOKIA TMF AWARDS              | Best Dance                                      |               | Nominata      |
| 2004 | SIMS AWARDS                   | Best Pop                                        |               | Nominata      |
| 2004 | STEVE MUSIC AWARDS            | Best Dance                                      |               | VINTO         |
| 2004 | STEVE MUSIC AWARDS            | Best Album                                      | Stronger      | Nominata      |
| 2004 | STEVE MUSIC AWARDS            | Best Video                                      | Only If I     | Nominata      |
| 2006 | TMF AWARDS                    | Best Female                                     |               | Nominata      |
| 2006 | TMF AWARDS                    | Best Pop                                        |               | Nominata      |
| 2006 | TMF AWARDS                    | Best Video                                      | Je t'adore    | Nominata      |
| 2006 | STEVE MUSIC AWARDS            | Best Female                                     |               | Nominata      |
| 2006 | STEVE MUSIC AWARDS            | Best Song                                       | Je t`adore    | Nominata      |
| 2006 | STEVE MUSIC AWARDS            | Artist Of The Year                              |               | Secondo posto |
| 2006 | ZAMU MUSIC AWARDS             | Song 2006                                       | Je t`adore    | Nominata      |
| 2006 | ESCTODAY.COM AWARDS           | Best Dressed Act Of 2006                        |               | VINTO         |
| 2006 | FESTIWAL JEDYNKI SOPOT        | "Hit Lata 2006"                                 | Je t`adore    | Terzo posto   |
| 2006 | ESC RADIO AWARDS              | Best Song 2006                                  | Je t`adore    | Secondo posto |
| 2006 | ESC RADIO AWARDS              | Best Female 2006                                |               | Quarto posto  |
| 2007 | STEVE MUSIC AWARDS            | Best Dance                                      |               | Nominata      |
| 2007 | STEVE MUSIC AWARDS            | Best Song In National Language                  | Voyage Voyage | Nominata      |
| 2007 | DE GROTE NUMMER 1 SHOW AWARDS | Best Artiest                                    |               | Nominata      |
| 2007 | TMF AWARDS                    | Best Female singer                              |               | Nominata      |
| 2007 | TMF AWARDS                    | Best clip                                       | Voyage Voyage | Nominata      |
| 2007 | TMF AWARDS                    | Best song                                       | Voyage Voyage | Nominata      |
| 2008 | STEVE MUSIC AWARDS            | Best Song In National Language                  | Ella Elle L`a | VINTO         |
| 2008 | STEVE MUSIC AWARDS            | Best Cover                                      | Ella Elle L`a | Nominata      |
| 2008 | STEVE MUSIC AWARDS            | Best Dance                                      |               | VINTO         |
| 2008 | WORLD MUSIC AWARDS            | Best Selling Benelux Artist                     |               | VINTO         |
| 2008 | PREMIOS 40 PRINCIPALES        | Best International Song In Not Spanish Language | Ella Elle L`a | Nominata      |
| 2008 | TMF AWARDS                    | Best Album National                             | Free          | Nominata      |
| 2008 | TMF AWARDS                    | Best Female National                            |               | Nominata      |
| 2008 | TMF AWARDS                    | Best Pop National                               |               | Nominata      |
| 2008 | RADIO 2 ZOMMERHIT AWARDS      | Zommerhit 2008                                  | Ella Elle L`a | Nominata      |
| 2008 | RADIO 2 ZOMMERHIT AWARDS      | Best Clip                                       | Ella Elle L`a | Nominata      |
| 2008 | INTERNATIONAL SHIPOUT AWARD   |                                                 | Free          | VINTO         |
| 2009 | RIA                           | Most Sexy Singer                                |               | Nominata      |
| 2009 | MIA                           | Best Female Solo Artist                         |               | Nominata      |
| 2009 | MIA                           | Best Song                                       | Ella Elle L`a | Nominata      |
| 2009 | MIA                           | Best Video                                      | Ella Elle L`a | Nominata      |
| 2009 | RADIO 2 ZOMMERHIT AWARDS      | Zommerhit 2009                                  | Babacar       | Nominata      |